# Newburgh (Indiana)
Newburgh es un pueblo ubicado en el condado de Warrick en el estado estadounidense de Indiana. En el Censo de 2010 tenía una población de 3325 habitantes y una densidad poblacional de 912,43 personas por km².

## Geografía
Newburgh se encuentra ubicado en las coordenadas 37°56′57″N 87°24′17″O / 37.94917, -87.40472. Según la Oficina del Censo de los Estados Unidos, Newburgh tiene una superficie total de 3.64 km², de la cual 3.64 km² corresponden a tierra firme y (0.07%) 0 km² es agua.

## Demografía
Según el censo de 2010, había 3325 personas residiendo en Newburgh. La densidad de población era de 912,43 hab./km². De los 3325 habitantes, Newburgh estaba compuesto por el 94.17% blancos, el 1.44% eran afroamericanos, el 0.12% eran amerindios, el 1.95% eran asiáticos, el 0% eran isleños del Pacífico, el 0.9% eran de otras razas y el 1.41% pertenecían a dos o más razas. Del total de la población el 2.02% eran hispanos o latinos de cualquier raza.